# 유천초등학교 (전북)
유천초등학교는 대한민국 전라북도 부안군 보안면 청자로 1493 (유천리)에 있었던 공립 초등학교이다.
1980년도부터 자체적으로 급식을 시행했으며 이례적으로 빵 급식을 제공하기도 하였다.

## 연혁
- 1941년 5월 6일 유천간이학교 개교
- 1944년 3월 31일 유천공립국민학교 승격
- 1996년 3월 1일 유천초등학교로 개칭
- 1999년 2월 12일 제51회 졸업식(총 4318명)
- 1999년 3월 1일 폐교